# Polymixis nigrocincta
Polymixis nigrocincta är en fjärilsart som beskrevs av Treitschke 1825. Polymixis nigrocincta ingår i släktet Polymixis och familjen nattflyn. Inga underarter finns listade i Catalogue of Life.